# اس‌ام یوبی-۱۲۴
اس‌ام یوبی-۱۲۴ (به انگلیسی: SM UB-124) یک زیردریایی بود که طول آن ۵۵٫۸۵ متر (۱۸۳٫۲ فوت) بود. این زیردریایی در سال ۱۹۱۸ ساخته شد.